# مرتفعات المغرب
مرتفعات المغرب هي مجموعة من الجبال التي تتواجد بشمال المغرب العربي وتتكون من سلسلة جبال الريف في أقصى شمال المغرب الأقصى وسلسلة الأطلس الكبير وأعلى قممها جبل طوبقال (4172 م)، وسلسلة الأطلس الصغير(2531 2531) جنوبها وسلسلة الأطلس المتوسط في الشمال (جبل بناصر 3340 م). والأطلس الصحراوي(دى 2328 م) بالجزائر والأطلس التلي (إلى 2308 م) بالجزائر وتونس.